# Cornelio Fusco
Cornelio Fusco  (m. 86) fue un político y militar romano.

## Carrera política
De noble cuna, pronto alcanzó una procuratela con Galba, ya que representó a su colonia en favor de dicho emperador.
Sirvió lealmente a Vespasiano en la guerra civil del año 69, ostentando entonces el cargo de procurador en Panonia, cargo desde el que animó a los gobernadores Lucio Tampio Flaviano de Panonia y Marco Pompeyo Silvano de Dalmacia a servir a Vespasiano contra Vitelio. Designado posteriormente prefecto de la flota, con la que asedió Ariminum, recibió las insignias pretorias tras la guerra. Fue prefecto del pretorio durante el gobierno del emperador Domiciano y amicus del princeps, pues formaba parte de su consejo.
En el año 85, como prefecto del pretorio, asumió el mando de la campaña dácica a la cabeza de unas cinco legiones. Decidido a vengar a Opio Sabino, invadió Dacia, pero murió allí, perdiendo las enseñas de la Guardia Pretoriana, además de miles de hombres, que cayeron prisioneros, armas y máquinas de guerra. Más tarde, en 102, Trajano recuperó estas enseñas.